# Загальноросійська ідея
Загальноросійська ідея (всеросійська ідея; рос. общерусская идея) — пропагандистська концепція російського царизму, Тимчасового уряду Росії, білого руху Росії, російських імперських, шовіністичних культурних та політичних кіл, прихильників московофільства та малоросійства, обґрунтовуючи російську імперську експансію, проголошує українців (називаючи їх малоросами) та білорусів частиною російського народу та висуває кінцеву мету державного об'єднання українського, білоруського та російського народів в єдиний російський народ, який вони ще часто називають «триєдиний російський народ». Загальноросійська ідея також передбачає інтеграцію етнографічної групи русинів у єдиний великий «всеросійський» народ. Прихильники загальноросійської ідеї ще деколи вживають термін «загальноросійська єдність» (рос. общерусское единство).
Її метою є заперечення самобутності та ідентичності українців, білорусів та звеличення росіян та русифікація, асиміляція українців та білорусів в росіян. Фактично основна ідея в тому, що українці та білоруси ніколи не були повноцінними народами, а є в певному розумінні «неправильними» народами — «неповноцінними» росіянами. Загальноросійська ідея є складовою частиною ідеології російського світу та рашизму, які за допомогою брехливої російської пропаганди, пропагують необхідність війни з Україною та поширюють ненависть до України та українців.
Від 2024 року офіційно використовується РПЦ та Російською Федерацією.

## Історія
Концепцію триєдиного славенороського народу розвинув філософ, сподвижник московитського царя Петра Першого, українець Феофан Прокопович.
Завершили розробку концепції триєдиного російського народу російський історик Татищев та вчений Михайло Ломоносов у середині XVIII ст. Засновниками концепції є відомі дворянські історики М. Щербатов, Сергій Соловйов, Микола Карамзін, В. Татіщев та їхні сучасні послідовники І. Заїчкін, І. Почкаєв.
Схожою є концепція існування давньоруської народності, сформована російським істориком Володимиром Мавродіним у 1940-1950-х (праці «Древняя Русь (Происхождение русского народа и образование Киевского государства)» (Л., 1946), «Образование единого русского государства» (Л.,1951)). Автор стверджував, що «можна вважати встановленим, що за часів Київської держави східнослов'янський світ (нині московський патріарх Кирило називає його „російським світом“) склався в єдиний руський народ, або конкретизуючи, в єдину руську народність». Коли було ідеологічно доведено існування «давньоруської народності», радянські мовники успішно розробили концепцію існування давньоруської мови — мови давньоруської народності — основи російської, української й білоруської мов. Вона ґрунтувалася на постулаті частини російських і українських мовознавців кінця ХІХ — першої половини ХХ ст. спільної для усіх східних слов'ян мови (Олексій Шахматов, Олексій Соболевський, Агатангел Кримський й ін). Один з найбільш заповзятих апологетів концепції існування єдиної давньоруської народності зі своєю мовою академік Петро Толочко нині є особистим радником російського прем'єра В. Путіна.
Історичні аналогії схожої тези можна знайти у Гітлера (і плани об'єднати воєдино представників арійської раси), в котрій австрійці та німці — один народ. Вона слугувала свого часу для Адольфа Гітлера обґрунтуванням аншлюсу Австрії та Німеччини. Німецькі націонал-соціалісти так само вважали скандинавські народи: норвежців, шведів та датчан — відгалуженням «єдиного германського народу». Тому, наприклад, тих норвежців, які з цим не були згодні і воювали проти німецьких окупантів у загонах Руху Опору, гітлерівці називали норвезькими націоналістами, а інших норвежців, котрі записувалися до лав таких формувань як дивізія СС «Вікінг» — шанували як справжніх германських патріотів. Німецькі нацисти використовували пангерманізм, як ідею об'єднання германських народів в одній державі. В склад сучасної об'єднаної Німеччини ввійшли не всі німецькомовні території, не дивлячись на те, що об'єднуюча для германців пангерманська ідея мала кращі умови для інтеграції ніж загальноросійська ідея для росіян, українців та білорусів. Політична карта Європи на сьогоднішній день об'єднує ряд таких окремих німецькомовних країн з державною німецькою мовою як Німеччина, Австрія, Швейцарія, Ліхтенштейн та Люксембург, на яких історично тривалий час проживали близькі германські племена, значна частина яких створила Священну римську імперію. Дуже подібними об'єднуючими ідеями є панславізм, пансербізм, чехословакізм, панарабізм, та пантюркізм.
Царську феодальну імперію росіян по-Леніну (див.: «Про національну гордість великоросів») називали «в'язницею народів» («рос. Тюрьма народов»). Вислів «в'язниця народів» вперше був застосований в дореволюційній царській Росії в 1840 році маркізом де Кюстіном як критика в книзі La Russie в 1839 р. Пізніше він був розглянутий О. І. Герценом, з метою руйнування цієї «в'язниці народів» і став одним з ідеалів російської революції. Таким чином, «в'язниця народів» мала перетворитись на «дружбу народів». Одним з видів еволюції цієї міфологеми можна назвати продовження в СРСР у вигляді концепції «Братства народів в СРСР» — «Соціалістичної родини народів», при якому, позбавлені рідної землі, товариші на ґрунті СРСР почувають себе на своїй рідній землі. Після 1945 року Сталін мріяв у розмовах з М.Джіласу (один з тодішніх югославських лідерів) про єдиний слов'янський світ. Як не дивно, вираз «тюрми народів» було прийнято через десятиліття пізніш дисидентським рухом проти так званої радянської імперії. Радянський Союз, який прийшов на зміну царській імперії, заявив, що метою національної політики було створити нову національну сутність, «радянський народ». «Радянський народ» це катайконім, а не етнонім, іншими словами, поняттям радянський народ за часів СРСР визначалася громадянська ідентичність, а не етнічна чи національна. С. Т. Калтахчян у Великій радянській енциклопедії визначав цю спільність так:
| “Історична, соціальна і інтернаціональна спільність людей, що мають єдину територію, економіку, соціалістичну за змістом культуру, союзну загальнонародну державу і спільну мету - побудову комунізму; виникла ... в результаті соціалістичних перетворень і зближення трудящих класів і верств, усіх націй і народностей. |
В радянські часи міфологема «„триєдиного“ російського народу» знайшла якнайбільше поширення у працях представників тогочасного наукового офіціозу В. Мавродіна, Л. Черепніна, Б. Рибакова, М. Третьякова; сьогодні серед її прихильників фігурують імена О. Моці та М. Гуслистого. Проти цих теорій виступили ще дореволюційні українські історики: М. Грушевський, М. Ф. Маркович, М. І. Костомаров.
Історичний дискурс шістдесятників теж проглядається в контексті тогочасних реалій історичної науки в УРСР, всі зусилля якої спрямовувалися на конструювання української радянської ідентичності як складової «єдиного радянського народу».[джерело?] Як зазначає Леонід Зашкільняк, цей процес засновувався на низці міфів та ідеологем, базовим із яких залишався усталений з російськоімперських часів конструкт «трьох братніх східнослов'янських народів» — росіян, українців, білорусів, в якому всі вони протиставлялися "загниваючомого Заходу з його «капіталізмом» і католицтвом.
В російській політичній думці прослідковується тенденція взагалі все слов'янське називати та ототожнювати з російським. Зауважено, що «Росія все називає слов'янським, щоби потім все слов'янське назвати російським» (див. панславізм). В численних публікаціях часто під загальноросійською ідеєю розуміють і називають російську ідею.
За твердженням російських шовіністів, українська самоідентифікація з'явилась внаслідок «шкідливих зусиль історичних ворогів Росії» (австрійських, німецьких та польських культурних діячів, політиків, австрійської розвідки, німецького чи австрійського генштабу), які від Росії відірвали південну «частину російського народу» та на базі його регіональних мовних, культурних відмінностей сформували в його свідомості відмінну від російської українську ідентичність. Адепти загальноросійської ідеї також висувають спільні для російського, українського та білоруського народів ідеї загальросійської (рос. общерусской) єдності, загальноросійської держави, загальноросійської мови, загальноросійської літератури, загальноросійської культури тощо. Одним із ідеологів загальноросійської ідеї (загальноросійської єдності) був російський монархіст, шовініст, антисеміт, прихильник малоросійства та українофоб Василь Шульгін.
Заперечуючи право українців на власну українську національну ідентичність, прихильники загальноросійської ідеї не визнають право українського народу за межами російського народу на окреме культурне та політичне існування та на власну українську державність. Українська мова вважається діалектом російської мови, а українці — малоросами — невіддільною складовою гілкою триєдиного російського народу.
Для ідеологічного обґрунтування та легітимізації доцільності злиття українців з єдиним російським народом прихильники з.і. покликаються як на модель на приклади історичного формування німецького та французького народів з споріднених європейських племен, які ще більше культурно та мовно різнилися, ніж попередники українців та росіян.
Реалізація загальноросійської ідеї передбачає, за дискурсом російських шовіністів, повернути українців в «свою русскость», тобто по-суті витіснити їхні національні атрибути і відмінності відповідними такими російськими та асимілювати українців в росіян. Для її ідеологічного забезпечення адепти з.і. найчастіше вдаються до підміни понять та історичних перекручень, фальсифікацій. У російському фільмі з назвою «Убить русского в себе» підмінюючи значення поняття «руський» поняттям «російський» (рос. «русский»), які мають зовсім різні значення, але однаково перекладаються російською мовою на слово «русский», ідеологи загальноросійської ідеї, маніпулюючи фактами та свідомістю глядачів, намагаються донести до глядачів фільму наче в Україні та, зокрема, в Галичині історично проживали такі ж росіяни як і в Росії, які пізніше наче зусиллям ворогів Росії перетворились в українців. Фальсифікуючи історичні факти, прихильники «загальноросійської ідеї» вважають, що до моменту польських та австрійських впливів народ України розмовляв такою ж самою мовою, як і народ, що колись проживав на території Росії.
Центральне місце в загальноросійській ідеї займає антинаукова теорія виникнення та поширення української мови наче в наслідку спольщування нібито російського народу України (див. Міфи щодо української мови). При цьому ними ігноруються історичні факти, виникнення та поширення діалектів народної української мови на землях, як, наприклад, Закарпаття та Буковина, які історично ніколи не були під польським впливом, та на таких землях, як, наприклад, Сіверщина та Чернігівщина, які перебували під владою Речі Посполитої всього приблизно тридцять років, з 1618 по 1648 рр. Ними також не береться до уваги те, що землі України, як і землі Білорусі, однаково в часі та в умовах перебували під владою Речі Посполитої, але, з усім тим, на тих землях, відповідно, поширились дві окремі мови — українська та білоруська, а не одна.
Нав'язуючи українцям (малоросам) користування загальноросійською літературною мовою та заперечуючи право українців на свою окрему літературну мову на основі народної розмовної української мови (малоросійського наріччя), адепти загальноросійської ідеї в численних публікаціях розглядають існування народної розмовної мови українців (малоросійського наріччя) тільки як діалекту російської мови, яким розмовляли малороси, як частина російського (загальноросійського) народу. Створення окремої української літературної мови вони вважають засобом створення окремого відмінного від росіян українського народу. Через те на практиці прибічники загальноросійської ідеї реалізовували асиміляцію українців в росіян, зокрема царські уряди Російської імперії шляхом заборон та недопущенням української мови до галузей освіти, науки, культури та державного управління здійснювали зросійщення українського народу.
Прихильники загальноросійської ідеї не беруть до уваги факти існування набагато культурно ближчих та спорідненіших народів ніж українці та росіяни, як, наприклад, сербів та хорватів чи німців, австрійців та германомовних швейцарців, які себе вважають окремими народами.
Російські шовіністичні кола використовували концепцію «давньоруської народності» для обґрунтування існування єдиного всеросійського народу. В радянський період на заміну концепції «загальноросійського народу» були створені нові ідеологічні конструкції «радянський народ», як нова історична спільність радянських людей, та «братні народи».
Деякі російські мислителі вдаються до відвертих маячливих, конспірологічних та фантастичних звинувачень в сторону українців. Так, російський економіст, письменник, публіцист і громадський діяч російської націоналістичної течії, антисеміт Олег Платонов стверджує, що українці є «ожидовленими росіянами», а сам український народ виник з російського під впливом юдейського менталітету і був виділений у окремий народ у кінці XIX — на початку XX століття німецько-австрійським спецслужбами та німецьким генштабом. О. Платонов називає «щирих українців» зрадниками російського народу. Він також стверджує, що першими українофілами були євреї. Олег Платонов та інші йому подібні адепти загальноросійської ідеї не можуть підтвердити жодними доказами та джерелами свої вигадки-звинувачення українцям, що українці є «ожидовленими росіянами», що українській ідеї посприяли німецько-австрійські спецслужби, німецький (чи австрійський) генштаб, що першими українофілами були євреї та подібні інші звинувачення українців.

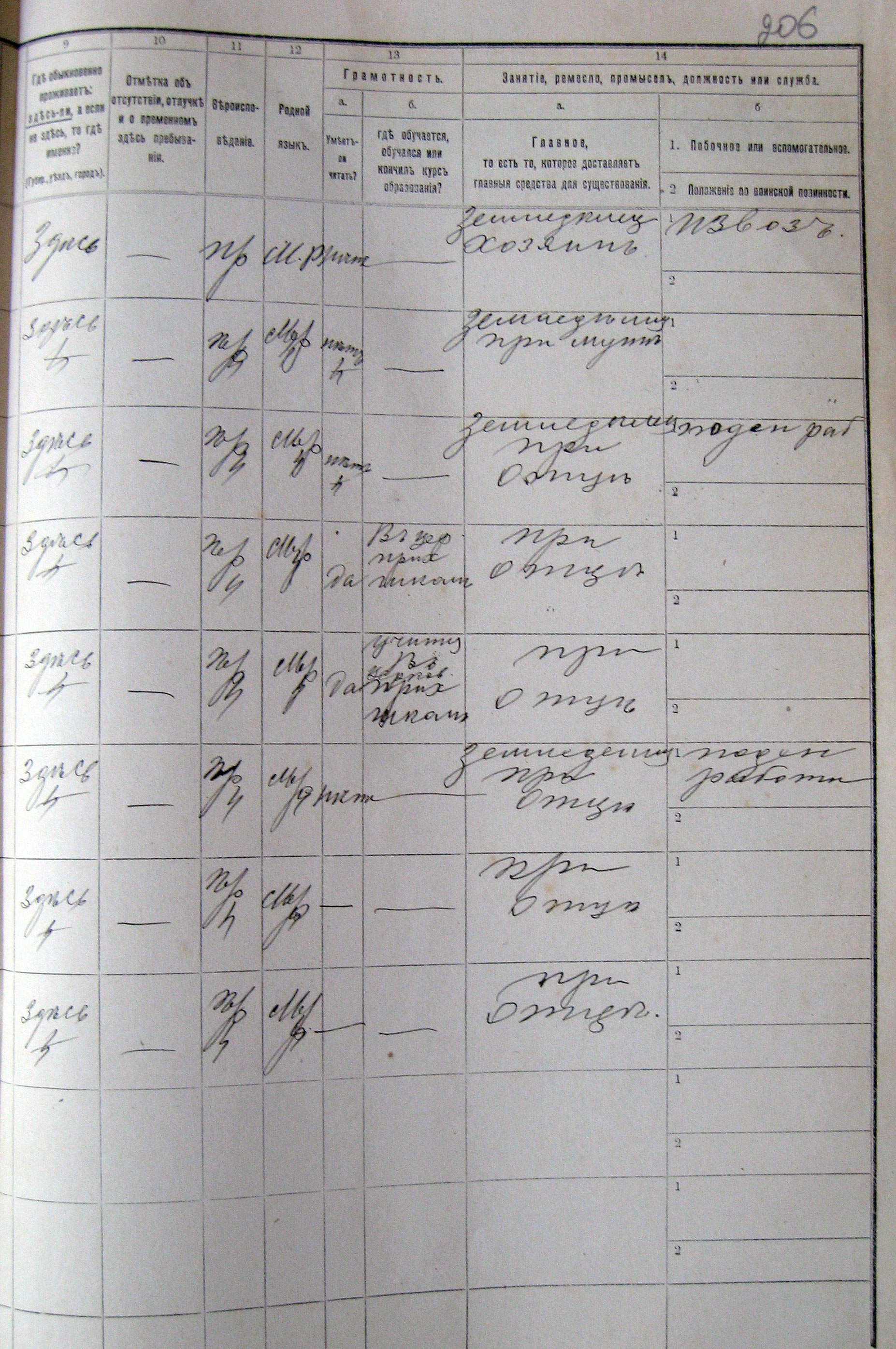
"Малоруська мова" у переписі Російської імперії

## Полеміка
Загальноросійській ідеї в Україні протиставлялася українська національна ідея, носіїв якої адепти загальноросійської ідеї називали мазепинцями. На противагу прихильникам загальноросійської ідеї в Україні діяли українофіли, які внесли вагомий внесок у своренні української ідентичності.
Іван Франко гостро критикував москвофілів за їх відступництво та зрадницьку позицію.
Він заперечив висловлювання про «общеруську» чи навіть «всеслов'янську» єдність, від якої відмовився Михайло Драгоманов. Іван Франко називав «общерусских» з середовища русинів-українців «ренегатами, своїми запроданцями, своїми зрадниками, своїм, так мовити, сміттям». Він вважав, що «відносини українсько-руської (але не общеруської) інтелігенції до російського письменства і до великоруського, чи московського народу повинні бути такими самісінькими, як і до всякого іншого письменства, чи то до французького, чи до шведського, як і до кожного з сусідніх народів». У статті «Наше москвофільство» Іван Франко заперечуючи звинувачення у москвофільстві прихильників Русько-Українська радикальна партії, лідером якої він був, зазначав, що в своїй програмі партія русько-українських радикалів стоїть на національнім русько-українськім ґрунті і націоналізм лежить в основі всієї її програми. В цій статті визнається елеметарним фактом самостійність русько-українського народу від польського і великоруського народів. Майже впродовж усього свого творчого життя І.Франко був послідовним борцем із москвофільством в усіх його формах на галицькому ґрунті.
Іван Франко також висловив своє відношення до росіян у вірші «Не пора» (див. вірш «Не пора»).
Іванові Франку належить ініціатива ширшого вживання в Галичині назви «українці» замість «русини» — так традиційно називали себе корінні галичани. В «Одвертому листі до галицької української молодежі» (1905) Франко писав: «Ми мусимо навчитися чути себе українцями — не галицькими, не буковинськими, а українцями без соціальних кордонів…».
Іван Франко був прихильником відродження української держави. Він говорив засновнику сіонізму Теодору Герцлю, що ідея відбудови єврейської держави є рідною сестрою української ідеї відродження української держави.
Український вчений і громадський діяч Михайло Драгоманов увів у вжиток термін — носії малоросійщини:

| Це зросійщені українці, національний характер яких утворювався під чужим тиском і впливом, що мало наслідком засвоєння переважно гірших якостей чужої національності і втрати кращих своїх. | (Див. також Малоросійство)

## Теперішній стан
Із загальноросійською ідеєю тісно пов'язана сучасна російська неоімперська геополітична доктрина «Русского мира».
В Україні серед відомих представників влади речником загальноросійської ідеї виступав колишній міністр освіти України Дмитро Табачник, серед відомих журналістів — українофоб Олесь Бузина.
Президент Росії В. Путін неодноразово заявляв, що українці та росіяни «є одним, єдиним народом» і при цьому перекручував та фальсифікував історію. Ці його думки про те, що українці та росіяни є одним, єдиним народом також були ним викладені у статті з назвою «Про історичну єдність росіян та українців». В. Путін неодноразово схвалював позицію лідерів білого руху Росії, зокрема, білого генерала Антона Денікіна, які були прихильниками загальноросійської ідеї, виступали та воювали проти відокремлення України від Росії. При цьому В. Путін заявляв, що Росію та Україну завжди хотіли розділити. Путін з захопленням цитував та підтримував слова білого генерала Антона Денікіна, що ніяка Росія з різними політичними устроями та російський народ ніколи не допустять відокремлення України від Росії. Зокрема, Антон Денікін у своєму зверненні «До населення Малоросії» заперечував право українців бути окремим від росіян народом та забороняв українську мову. На завойованих територіях денікінці також забороняли українську мову. На думку істориків, Денікін був не лише диктатором, але й одним із російських «фашистів». Путін також заявив, що міжнародна політика протягом багатьох століть хотіла посварити Росію і Україну, розділити, розірвати єдиний по суті народ. Не дивлячись ні на які розбіжності лідери білого руху не допускали навіть думки про поділ між Україною та Росією. Путін вважає, що вони були абсолютно праві. Президент Росії В. Путін, повторюючи тезу «росіяни і українці — один народ», також висловив думки, що раніше в Україні був російський народ, раніше люди в Україні називали себе російськими православними людьми, що українська мова, починаючи з XIII, XIV і XV століть, виникла під впливом Польщі внаслідок ополячування, відбувались «спроби розділення єдиного російського народу», які підтримувались Заходом, більшовики передали в Україну «всю Малоросію, все Північне Причорноморя і весь Донбас», Україна є штучною державою і була створена Росією. Він це висловив 27 жовтня 2022 року на засіданні дискусійного клубу «Валдай».
 Путін захоплюється творами ідеолога російського фашизму, білого руху Росії та прихильника загальноросійської ідеї Івана Ільїна.
Заступник секретаря Радбезу Росії Дмитро Медведєв називав Україну Малоросією і в інтерв′ю російським пропагандистам стверджував, що Україна — це частина Росії і вона завжди була населена російським населенням. Дмитро Медведєв також вживає слово «малоросійські» та назвав столицю України Київ російським містом. Д. Медведєв заявив, що Росія завжди буде воювати з Україною та буде прагнути ліквідувати Україну.
Секретар Радбезу РФ Микола Патрушев 3 листопада 2022 року заявив, що в Україні «англосакси взялися дробити російський етнос». Представник держави-агресора вкотре повторив тезу кремлівської пропаганди про те, що «росіяни й українці завжди були єдиним і нероздільним народом зі спільною культурою і долею». Раніше він також заявляв, що «росіяни і українці — один народ».
За даними Левада-центру, у 2005 році 81 % опитаних росіян ствердно відповіли на питання, чи є білоруси, росіяни та українці «трьома гілками одного народу», а 63 % опитаних росіян не вважали Україну «закордонням».
Згодом, на сайті керівника російського Інституту країн СНД — Костянтина Затуліна у колективній монографії «рос. Языковое равноправие на Украине: проблемы и возможности», виданій у 2012 році, її автори пишуть:
| “Радянська історіографія провела всю підготовчу роботу, забравши російське ім’я у білорусів та українців (малоросів), залишивши його лише за великоросами. Закріплений у період радянської історіографії міф про три братні народи приховував головну правду, що це один народ — російський, чия національність була замінена географічними назвами території проживання: Україна – українці, Білорусь — білоруси, Росія — росіяни”. |
Тобто, в монографії вказується, що окремий український народ (так само як і білоруський) — це вигадка радянських часів, насправді малороси і білоруси — частини одного російського народу.
Згідно з опитуванням 2017 року соцопитування, проведеного провідними соціологічними центрами країни (КМІС, Рейтинг, СОЦІС, а також Центром імені Разумкова) — 90 % громадян України вказали свою національність як «українці».
Російські окупанти здійснюють політику насильницького зросійщення українців на окупованих Росією українських територіях внаслідок війни Росії проти України, яку Росія розв'язала 24 лютого 2022 року.

На сайті російського державного агентства «РИА Новости» 3 квітня 2022 року з'явилася стаття з назвою «Що Росія має зробити з Україною?» із закликами вчинити геноцид українців. В цій українофобній статті наголошується на необхідності деукраїнізації України та українців. Зокрема в цій статті вказано, що «Украинизм — искусственная антирусская конструкция, не имеющая собственного цивилизационного содержания, подчиненный элемент чужой и чуждой цивилизации.»
За даними опитування, проведене 6 квітня 2022 року Соціологічною групою «Рейтинг», що абсолютна більшість опитаних (91 %) не підтримують тезу, що «росіяни та українці – це один народ». Частка тих, хто вважав українців та росіян одним народом, склала 8 % (у серпні 2021 таких було – 41 %, у березні 2022 – 21 %). Підтримка такої ідеї ще фіксується серед 23 % мешканців сходу та 13 % старших опитаних. Натомість в інших макрорегіонах та вікових групах підтримка такої тези майже відсутня.
В сучасному підручнику історії, який видали в Росії в 2023 році, крім поширення брехливої пропаганди також пропроповідується, що українофільний рух та ідеї «антимосковської Русі» був вперше випробувані в XIX столітті в австрійській Галичині (центр — Львів), щоб утримати в Австрії слов'ян, які історично і культурно тяжіли до Росії, довівши їм, що вони — «не росіяни, а окремий народ». Там також без будь-яких доказів пропагуються традиційні вигадки прихильників загальноросійської ідеї, що українофільний рух був створений за сприянням та фінансуванням австрійського генштабу і розвідки австрійського генштабу. В цьому підручнику українців також називають російськими людьми. Співавтором цього підручника історії є помічник президента Росії історик Володимир Мединський.
29 липня 2024 року в окупованому Севастополі відбувся II Всеросійський форум Всесвітнього російського народного собору (ВРНС) під назвою “Русский мір”. Головною подією форуму стало одноголосне ухвалення резолюції. У документі учасники пропонують проєкт закону “Про триєдність російського народу”.

## Відображення у кінематографі
- Крути 1918 — фільм про події часів радянсько-української війни
- Чорний ворон — фільм про партизанів Холодного Яру
- На чорних лядах — фільм про партизанів Білоруської Народної Республіки
- Ціна правди — фільм про Голодомор-геноцид під час радянської окупації України
- Купала — фільм заборонений режимом Лукашенка у якому висвітлюється тема заборон білоруської мови урядом Російської імперії, знищення білоруської інтелігенції , депортації білорусів радянською владою, та русифікації